# Hylaeargia
Hylaeargia – rodzaj ważek z rodziny pióronogowatych (Platycnemididae). Wcześniej był zaliczany do łątkowatych (Coenagrionidae).

## Podział systematyczny
Do rodzaju należą następujące gatunki:
- Hylaeargia lisae Theischinger & Richards, 2013
- Hylaeargia magnifica Michalski, 1996
- Hylaeargia simplex Theischinger & Richards, 2013
- Hylaeargia simulatrix Lieftinck, 1949
- Hylaeargia vanmastrigti Theischinger & Richards, 2013